# خوزه مانوئل سانتایبان
خوزه مانوئل سانتایبان (انگلیسی: José Manuel Santisteban؛ زادهٔ ۲۷ سپتامبر ۱۹۶۷) بازیکن فوتبال اهل اسپانیا است.
از باشگاه‌هایی که در آن بازی کرده‌است می‌توان به باشگاه فوتبال رکریتیوو اوئلوا اشاره کرد.